# Saint-Paul-de-Mausole

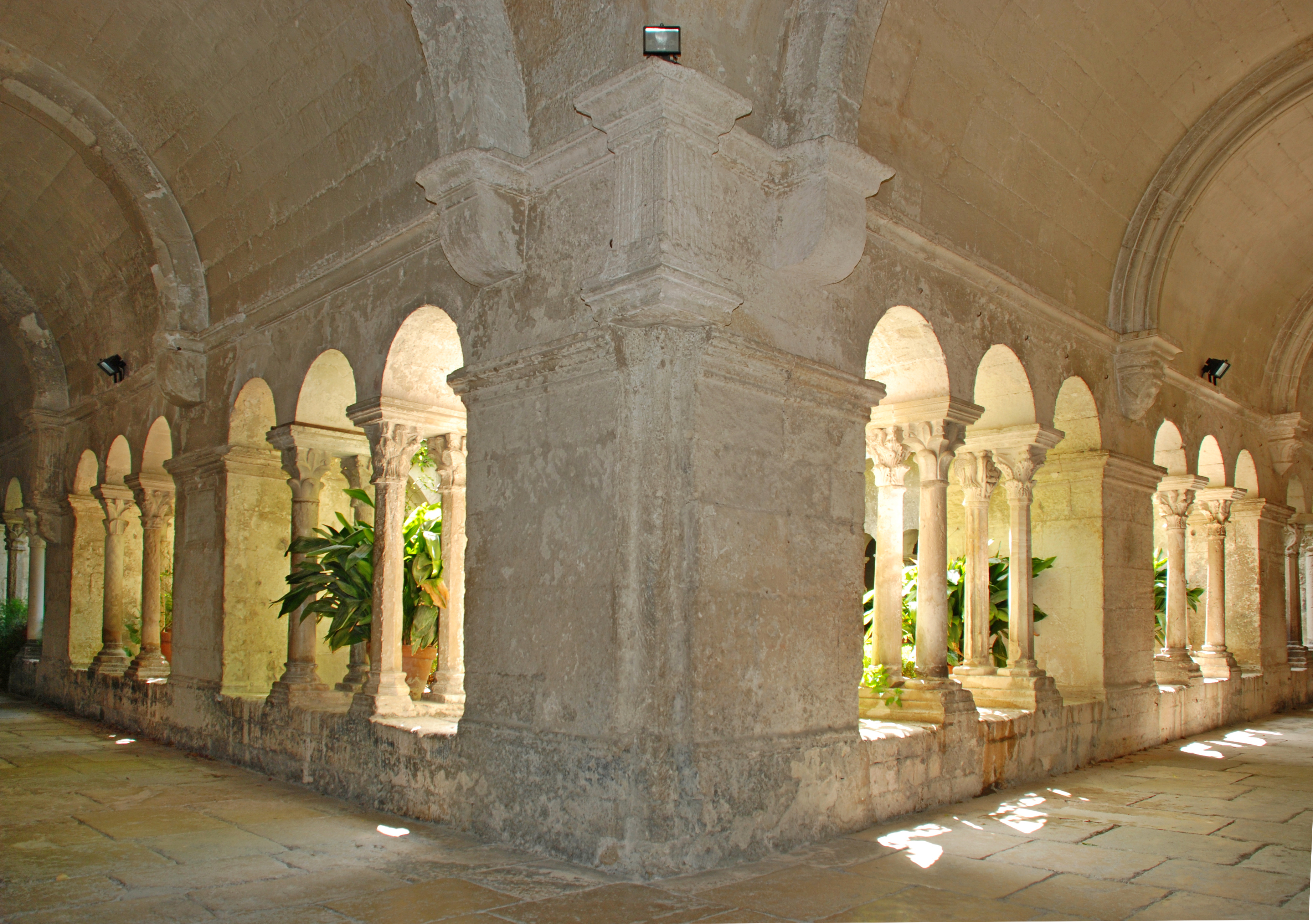
Noordelijke en westelijke galerijen

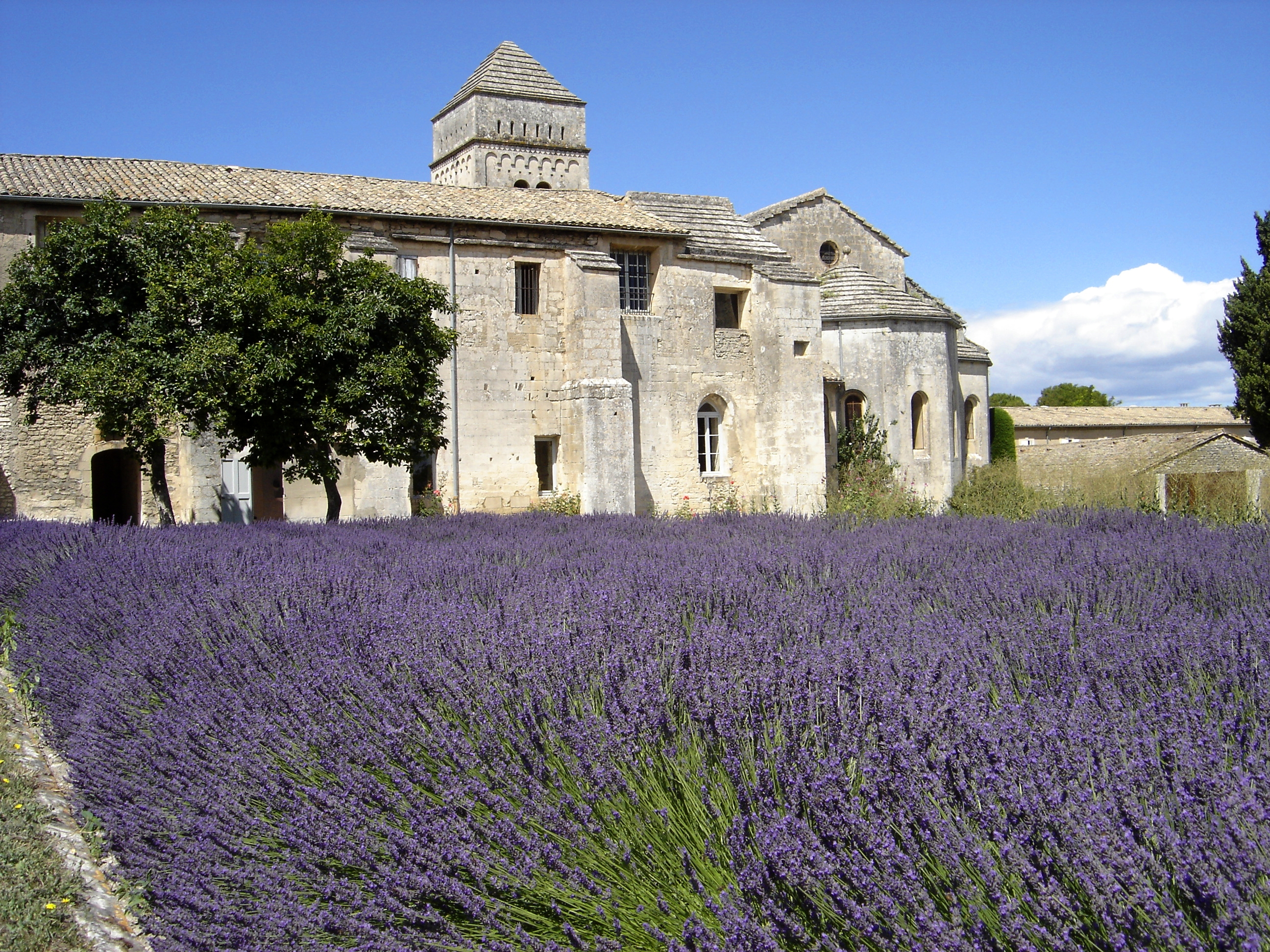
Het klooster gezien vanuit de tuin

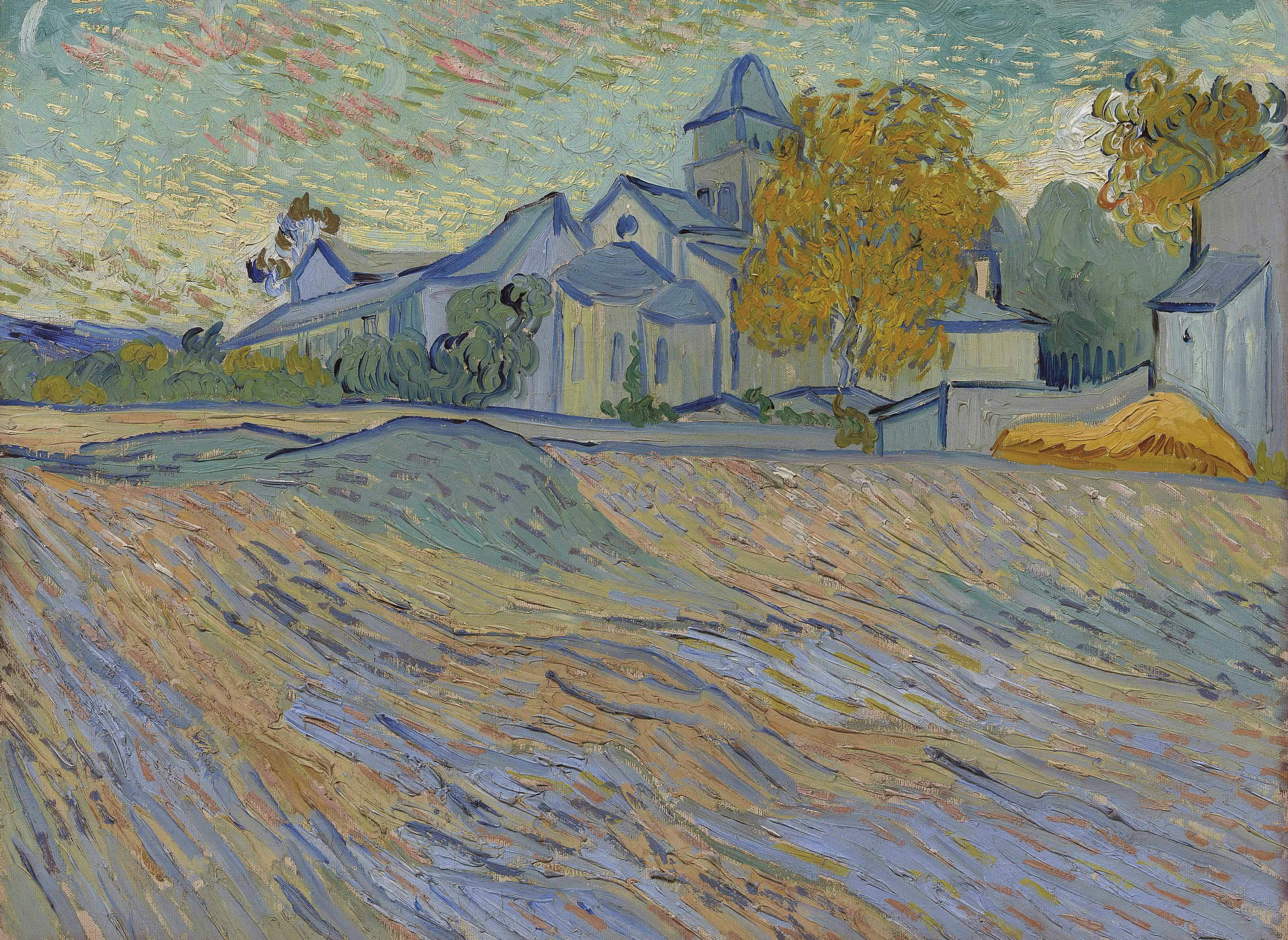
Saint-Paul-de-Mausole door van Gogh

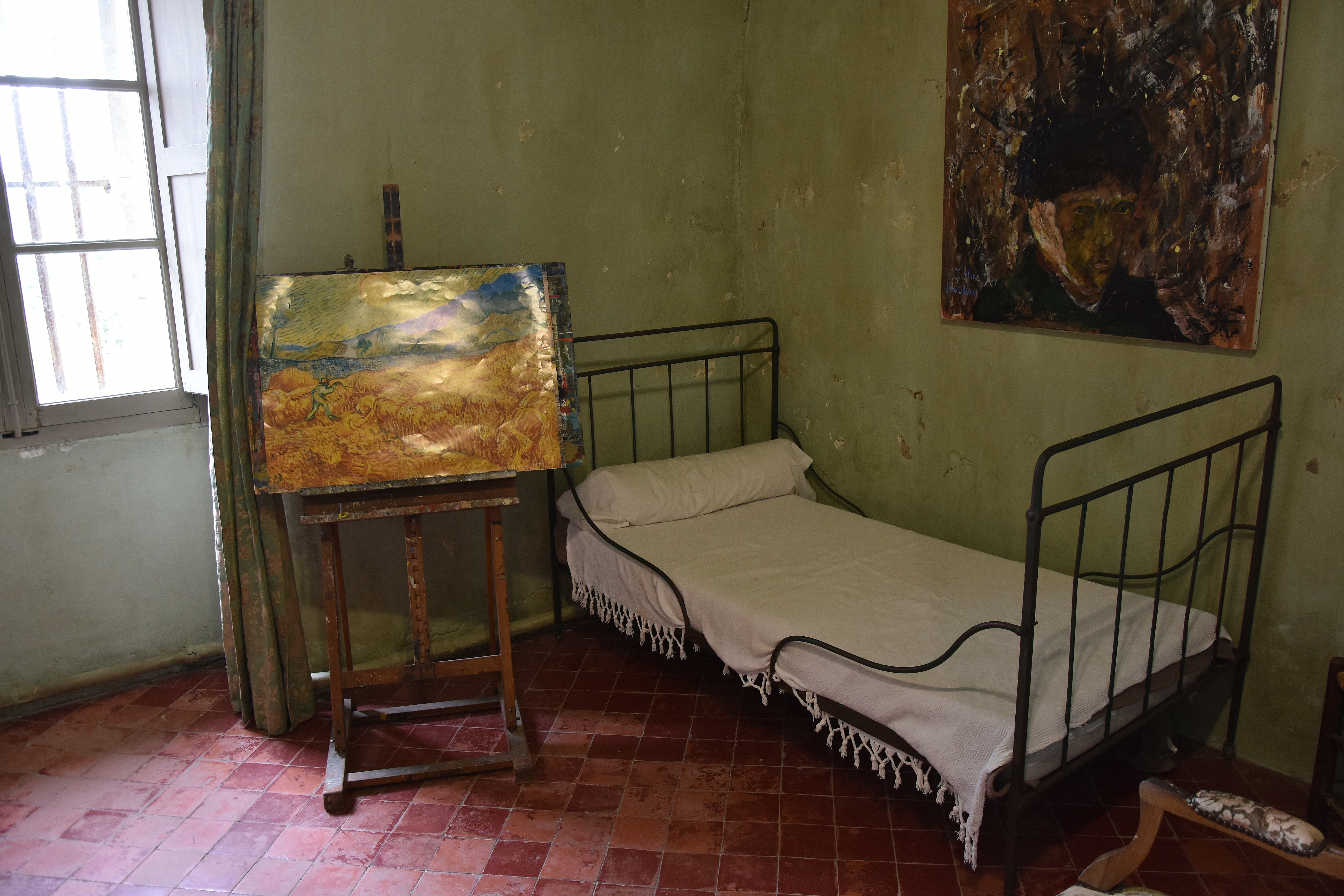
Kamer van Vincent van Gogh in Saint-Paul-de-Mausole

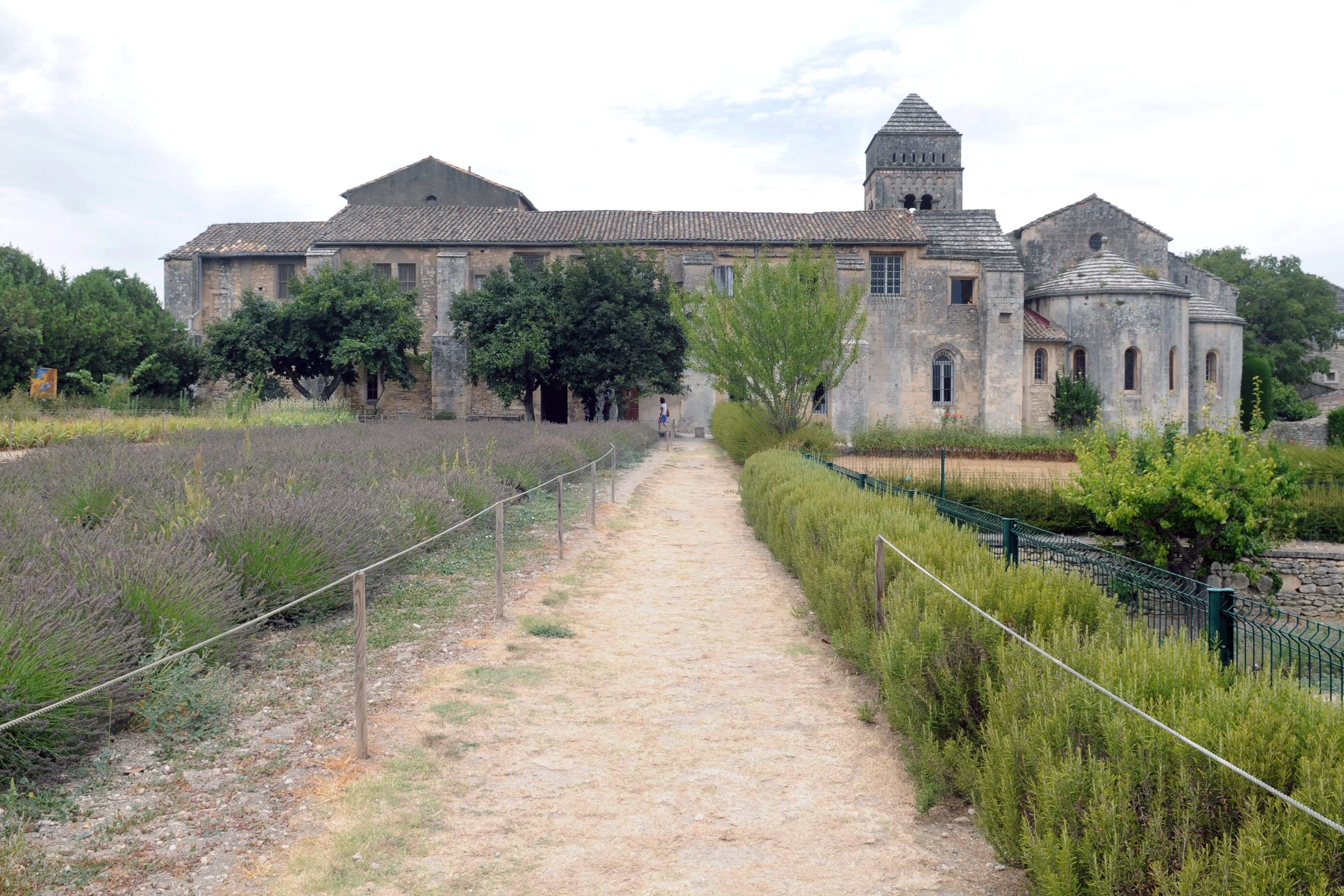
Saint-Paul-de-Mausole

Saint-Paul-de-Mausole is een klooster in Saint-Rémy-de-Provence, niet ver van Arles, gelegen aan de voet van de Alpilles, waarin een psychiatrisch ziekenhuis is gevestigd.

## Geschiedenis
Sedert 982 is het klooster een priorij van de abdij van Saint-André van Villeneuve-lès-Avignon. De priorij werd in 1080 de zetel van een klooster van kanunniken die zich onderwierpen aan de Regel van Augustinus. Het klooster werd gebouwd in de elfde en twaalfde eeuw en werd in de zeventiende en negentiende eeuw verbouwd. Het klooster en de klokkentoren zijn sinds 28 mei 1883 geclassificeerd als monument historique en opgenomen in de Base Mérimée.

### Vincent van Gogh
In het ziekenhuis van St-Paul-de-Mausole is Vincent van Gogh van 8 mei 1889 tot 16 mei 1890 psychiatrisch behandeld. Na deze vrijwillige opname ging van Gogh naar Auvers-sur-Oise, waar hij op 29 juli 1890 overleed. Zijn kamer in St-Paul-de-Mausole is gereconstrueerd en te bezichtigen. Hij kreeg er ook een eigen atelier. Hij genoot veel bewondering van het personeel en mocht als enige patiënt buiten het gebouw gaan. Dit laatste jaar van zijn leven is een vruchtbare periode geweest voor Van Gogh. Hij maakte in en rond de instelling 100 tekeningen en 150 schilderijen, waaronder 'middagdutje, 'de kliniek Saint-Paul', 'Vaas met irissen', 'de Irissen', 'de Maaier', en diverse schilderijen van olijfbomen en cipressen in de omgeving. De gemeente Saint-Rémy-de-Provence heeft een wandelroute uitgezet met op diverse plaatsen afbeeldingen van schilderijen van Van Gogh, die daar zijn geschilderd. In het ziekenhuis wordt nog steeds door veel patiënten getekend en geschilderd als bezigheidstherapie, die dankzij Van Gogh heilzaam is gebleken. Ter stimulering van deze therapie is in 1995 de vereniging Valetudo opgericht.

### Albert Schweitzer
Tijdens de Eerste Wereldoorlog was een deel van het ziekenhuis bestemd als interneringskamp voor krijgsgevangenen uit de Elzas. Onder andere de uit de Elzas afkomstige Albert Schweitzer is er toen geruime tijd geïnterneerd geweest.

## Historische plaatsen in de directe omgeving
St.-Paul-de-Mausole ontleent zijn naam aan het mausoleum van Glanum, een net ten zuiden van het klooster gelegen Romeinse nederzetting. Ten westen van het ziekenhuis staan een Romeinse triomfboog, de oudste in de Provence, en een Romeinse toren.
Vlak naast het klooster staat een antieke hijsbalk, voorzien van een lier met teruglooprem, die vroeger gebruikt werd bij de winning van kalksteen.